# Albert al II-lea, Conte de Gorizia
Albert al II-lea (d. 1325/1327) a fost membru al Casei Gorizia și a condus comitatul Gorizia din 1323 ca regent în numele nepotului său, contele Ioan Henric al IV-lea. Albert a moștenit de la tatăl său doar posesiunile din Pustertal.

## Biografie
Albert al II-lea a fost fiul mai mic al contelui Albert I de Gorizia cu a doua sa soție Eufemia, fiica ducelui Conrad I de Głogów, aparținând familiei Piaștilor silezieni. Prin urmare, el a fost fratele mai mic al lui Henric al III-lea, care a condus comitatul de Gorizia de la moartea tatălui lor în 1304. Albert a moștenit doar posesiunile din Pustertal. Când fratele său a murit în 1323, Albert a devenit regent pentru Ioan Henric al IV-lea, fiul minor al lui Henric.

## Căsătorii și descendenți
În 1299 Albert s-a căsătorit cu Elisabeta de Hessa, fiica landgrafului Henric I de Hessa. Copiii rezultați din această căsătorie au fost:
- Elisabeta, căsătorită în 1310 cu contele Herman de Heunburg (d. 1322) și în 1323 cu contele William de Schaunberg-Trüchsen;
- Caterina, căsătorită în 1320 cu Ulrich de Waldsee, LandeshauptmannLandeshauptmann al Stiriei;
- Clara, căsătorită în 1319 cu Herdeggen de Pettau, feldmareșal al Stiriei;
- Caterina de Neuhaus, căsătorită în 1311 cu Ulrich de Taufers;
- Albert al III-lea (d. 1365/1374).[2]

În 1321 Albert s-a căsătorit cu Eufemia de Mätsch, fiica lui Ulrich al II-lea (advocatus). Copiii rezultați din această căsătorie au fost:
- Henric al V-lea (d. 1362);
- Meinhard al VI-lea (d. după 1385);
- Margareta (d. după 1374).[2]

Cei trei fii ai lui Albert au preluat împreună titlul de Conte de Gorizia după moartea timpurie a vărului lor Ioan Henric al IV-lea în 1338. 

## Biografie
- Wilhelm Baum: Die Grafen von Görz in der europäischen Politik des Mittelalters, Editura Kitab, Klagenfurt 2000, ISBN 978-3-902005-04-5.
- Hermann Wiesflecker: Die Regesten der Grafen von Görz und Tirol, Pfalzgrafen in Kärnten, vol. I, Editura Wagner, Innsbruck 1949.